# Barrow Hepburn & Gale
Barrow Hepburn & Gale er en britisk producent af luksus lædervarer, der er bedst kendt for deres dispatch boxe, der bruges af den britiske regering. Selskabet blev grundlagt i 1760 som Barrow Hepburn and Gale. Firmaet fremstiller Royal Maundy-punge, som de blev kongelige hofleverandører af i 1968.
Barrow Hepburn & Gale dispatch boxe er blevet et symbol på det britiske demokratisystem, og landets konstitutionelle monarki, de er blevet brugt af både siddende monarke og premierministre. Som selskab har Barrow Hepburn & Gale en påstået ubrudt række af håndværkere, der har fremstillet kasserne, som har videregivet deres viden til lærlinge siden 1760.